# NGC 2867
NGC 2867 là một tinh vân hành tinh trong chòm sao Thuyền Để. Nó được phát hiện bởi John Herschel vào ngày 1 tháng 4 năm 1834. Herschel ban đầu nghĩ rằng ông có thể đã tìm thấy một hành tinh mới.